# 夏朗德河畔韦尔特伊
夏朗德河畔韦尔特伊（法語：Verteuil-sur-Charente，法語發音：[vɛʁtœj syʁ ʃaʁɑ̃t]）是法国夏朗德省的一个市镇，属于孔福朗区。

## 地理
夏朗德河畔韦尔特伊（45°58'55"N, 0°13'47"E）面积14.24 平方千米，位于法国新阿基坦大区夏朗德省，该省份为法国西部内陆省份，北起德塞夫勒省和维埃纳省，东临上维埃纳省，东南至多尔多涅省，南至多爾多涅省，西接滨海夏朗德省。
与夏朗德河畔韦尔特伊接壤的市镇（或旧市镇、城区）包括：巴罗、舍农、洛讷、楠特伊昂瓦莱、普尔萨克、圣乔治、萨勒德维勒法尼昂、库尔科姆。

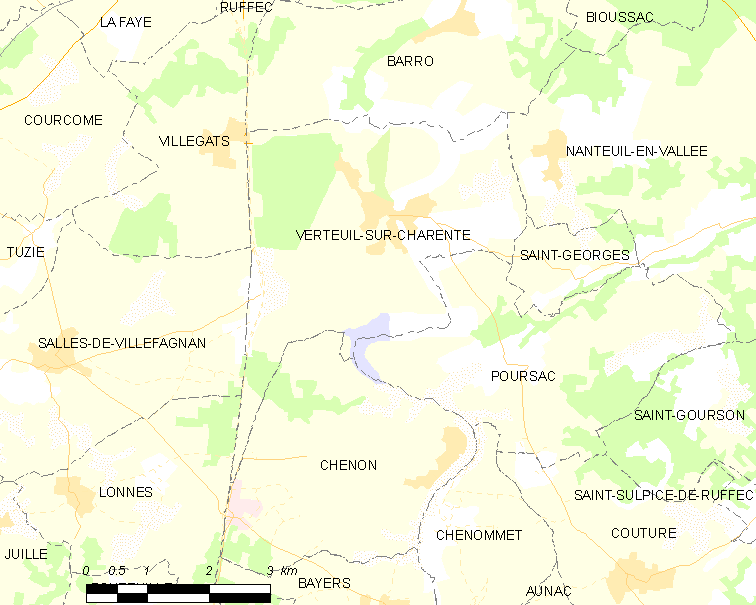
夏朗德河畔韦尔特伊的OSM定位图

夏朗德河畔韦尔特伊的时区为UTC+01:00、UTC+02:00（夏令时）。

## 行政
夏朗德河畔韦尔特伊的邮政编码为16510，INSEE市镇编码为16400。

## 政治
夏朗德河畔韦尔特伊所属的省级选区为夏朗德北县。

## 人口

1962-2008年间夏朗德河畔韦尔特伊人口变化图示

夏朗德河畔韦尔特伊于2022年1月1日时的人口数量为588人。